# Урмия (озеро)
У́рмия (перс. دریاچه ارومیه‎ — Дерьячейе-Орумие — озеро Орумие, азерб. اۇرمییا گؤلو / Urmiya gölü, арм. Ուրմիա լիճ) — бессточное солёное озеро, расположенное на Армянском нагорье между останами Восточный и Западный Азербайджан, на северо-западе Ирана.

## Этимология
В «Авесте» известно как «глубокое озеро с солёными водами» Чечашт («сияюще-белое»), и под таким названием упоминается ещё у персидских авторов XIV века. Истахри называет его Бухайрат аш-Шурат — «озеро еретиков, схизматиков». В средние века именовалось также Солёным озером; Кабудан (иран. Дарйача-йи Кабудан — «голубое озеро», ср. арм. Կապուտան [Капутан]); Шахи (Шаху, по острову-горе) или Тала (Теля, по крепости). Название, используемое в настоящее время, озеро получило в честь одноимённого города на западном берегу. В 1926 году было переименовано в Резайе́ в честь шаха Резы Пехлеви; в 1970-х годах прежнее название было возвращено. Современное название на других языках региона — азерб. Urmiya gölü, арм. Ուրմիա լիճ [Урмия лич], курд. Gola Urmiyê.

## Физико-географическая характеристика
Крупнейшее озеро Ирана. Расположено в тектоническом понижении к востоку от Курдских гор на высоте 1275 м. Вытянуто с севера на юг; максимальная длина — около 140 км, ширина — около 40—55 км. Площадь колеблется от 5200 до 6000 км². Средняя глубина — 5 м, максимальная — до 15 м. Площадь водосбора — около 50 тысяч км². Параметры меняются в зависимости от водности притоков, приносящих в среднем около 5 км³ воды в год, причём до 80 % годового поступления приходится на дождливые зимние и весенние месяцы. Крупнейшие притоки — Джагатучай (Зеринерруд) и Татаву на юге, Аджичай — на северо-востоке, Кадерчай — на востоке. Поскольку озеро бессточное, оно характеризуется высокой солёностью, меняющейся сезонно: от 80—150 ‰ весной до 260—280 ‰ поздней осенью. Основные соли — соли хлора, натрия и сульфаты.
На озере 102 острова, на крупных — фисташковые леса (Pistacia atlantica); в южной части скопление из 50 мелких островов. Озеро не замерзает, есть судоходство. По берегам — солончаки, в устьях рек — болота с зарослями ситника и тростника обыкновенного; берега в основном необитаемы. Рыба отсутствует, однако обилие водорослей даёт пищу мелким ракообразным — артемиям. На озере гнездятся пеликаны, фламинго и пеганки, а перелётные птицы используют острова как промежуточный пункт на путях миграции. В 1967 году создан национальный парк, в который включена бо́льшая часть озера.
С 2008 года разделено на две части дамбой, по которой проходит шоссе, соединяющее Восточный и Западный Азербайджан. Мостовой разрыв дамбы всего 1500 метров, что сильно затрудняет циркуляцию воды в озере и отрицательно влияет на его экологию.

## Экологическая катастрофа
К настоящему времени озеро находится на грани исчезновения. Из-за засухи, начавшейся в 1998 году, чрезмерного потребления жителями окрестных городов и сёл воды из озера, а также строительства плотин на питающих его реках площадь Урмии сократилась более чем на 70 %. По словам Джавада Джахангирзаде, представителя муниципалитета города Урмия, в случае полного пересыхания озера на его месте останется 10 млрд тонн соли, и около 14 млн человек будут вынуждены покинуть родные края. Каждый год из озера испаряется около 3 млрд м³ воды.
В 2011 году очередные требования местных жителей принять чрезвычайный план спасения Урмии отклонены Меджлисом. 4 сентября 2011 года 60 участников митинга, организованного с целью призвать правительство спасти озеро, были арестованы.
По состоянию на 2014 год эксперты прогнозировали, что в случае бездействия уже через четыре года Урмия превратится в болото.

### Предлагаемые меры по спасению озера
Планов по спасению озера было несколько. Так, в августе 2012 года, глава иранской Организации охраны окружающей среды Мохаммад-Джавад Мохаммадизаде заявил о том, что было получено согласие Армении на помощь в восстановлении уровня воды в Урмии через транспортировку воды в Иран. При этом он добавил, что план восстановления также включает в себя транспортировку воды из провинции Восточный Азербайджан.
Был также план транспортировки воды из реки Аракс, на что было выделено 950 миллиардов туманов, но было решено отказаться от проекта из-за возражений Азербайджана.
В 2013 году иранское правительство начало разработку проекта по спасению озера за счёт переброски вод Каспийского моря. К концу 2014 года проект вышел на завершающую стадию, начаты исследования разных вариантов с привлечением иностранных консультантов.
В марте 2014 года иранское министерство окружающей среды совместно с программой развития ООН разработали план по спасению озера и прибрежных водно-болотных угодий. На осуществление проекта требовалось 225 млн долларов в первый год и 1,3 млрд долларов на весь проект.
Иранское правительство намеревалось финансировать не только проекты по транспортировке воды в озеро из других источников, но и другие способы восстановления уровня воды в озере. Так, в июле 2014 года, президент Ирана Хасан Рухани принял решение выделить около 14 триллионов риалов (более 500 млн долларов) на оплату первого года работ по улучшению эффективности расхода воды из озера, за счёт чего планировалось сократить объём воды, расходуемой в сельском хозяйстве, а также на восстановление окружающей среды.
По словам руководителя Региональной водной компании провинции Западный Азербайджан Ясера Рахбардина, в 2021 году площадь озера Урмия сократилась на 1546 квадратных километров по сравнению с аналогичной датой прошлого года.
По данным на 2023 год высыхание озера Урмия продолжалось.

## Галерея
- Остров Казем Даши